# Veľká Tŕňa
Veľká Tŕňa este o comună slovacă, aflată în districtul Trebišov din regiunea Košice. Localitatea se află la altitudinea de 174 m deasupra n.m., se întinde pe o suprafață de 14,11 km2 și în 2017 număra 450 de locuitori.

## Istoric
Localitatea Veľká Tŕňa este atestată documentar din 1220.

## Demografie
| An:                | 1994 | 2004    | 2014   | 2024   |
| ------------------ | ---- | ------- | ------ | ------ |
| Număr de persoane: | 539  | 484     | 457    | 443    |
| Diferență:         |      | −10,20% | −5,57% | −3,06% |

| An:                | 2023 | 2024   |
| ------------------ | ---- | ------ |
| Număr de persoane: | 448  | 443    |
| Diferență:         |      | −1,11% |